# Arina Kleschtschukowa
Arina Kleschtschukowa (* 18. Februar 1998) ist eine kirgisische Leichtathletin, die sich auf den Mittelstreckenlauf spezialisiert hat.

## Sportliche Laufbahn
Erste internationale Erfahrungen sammelte Arina Kleschtschukowa bei den Jugendweltmeisterschaften 2015 in Cali, bei denen sie im Finale den achten Platz belegte. 2016 gelangte sie bei den Hallenasienmeisterschaften in Doha ebenfalls in das Finale über 800 Meter und wurde dort Vierte. Bei den Juniorenasienmeisterschaften in Ho-Chi-Minh-Stadt gewann sie die Bronzemedaille. Kurz darauf schied sie bei den U20-Weltmeisterschaften in Bydgoszcz in der ersten Runde aus. 2017 belegte sie bei den Islamic Solidarity Games in Baku Platz sieben über 800 Meter sowie Platz acht über 1500 Meter. Bei den Asienmeisterschaften in Bhubaneswar belegte sie Rang sieben über 1500 Meter und gelangte über 800 Meter nicht in das Finale. Anfang September gewann sie bei den Asian Indoor & Martial Arts Games in Aşgabat die Bronzemedaillen über 800 und 1500 Meter.

## Bestleistungen
- 400 Meter: 57,8 s, 14. April 2017 in Bischkek
- 800 Meter: 2:05,71 min, 17. Mai 2017 in Baku
  - 800 Meter (Halle): 2:09,28 min, 22. Februar 2016 in Doha
- 1500 Meter: 4:27,79 min, 6. Juli 2017 in Bhubaneswar
  - 1500 Meter (Halle): 4:33,30 min, 17. Februar 2017 in Bischkek